# Tiltrotor

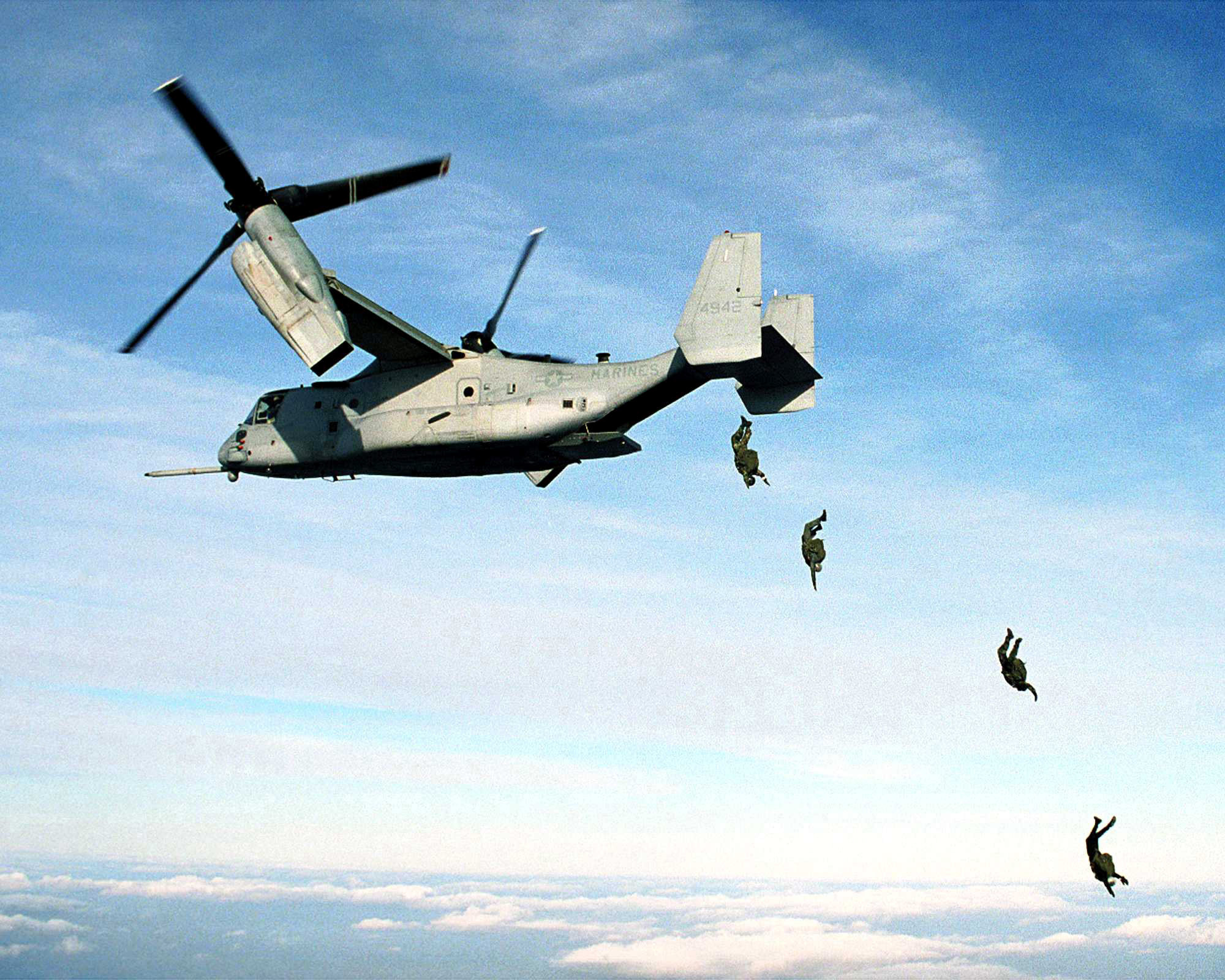
Een Bell-Boeing V-22 Osprey, een van de bekendste voorbeelden van een vliegtuig met tiltrotor

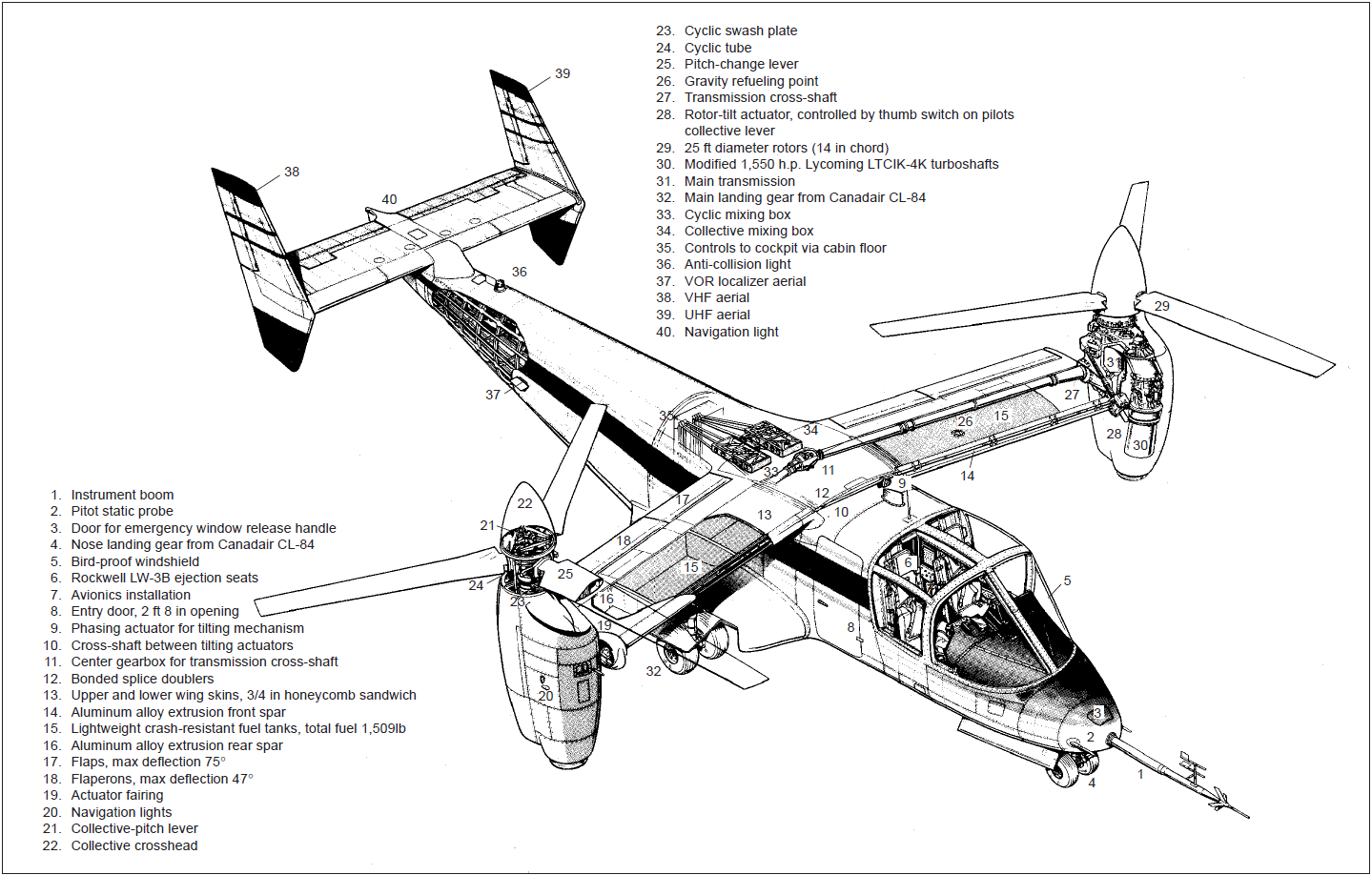
Bell XV-15 tekening

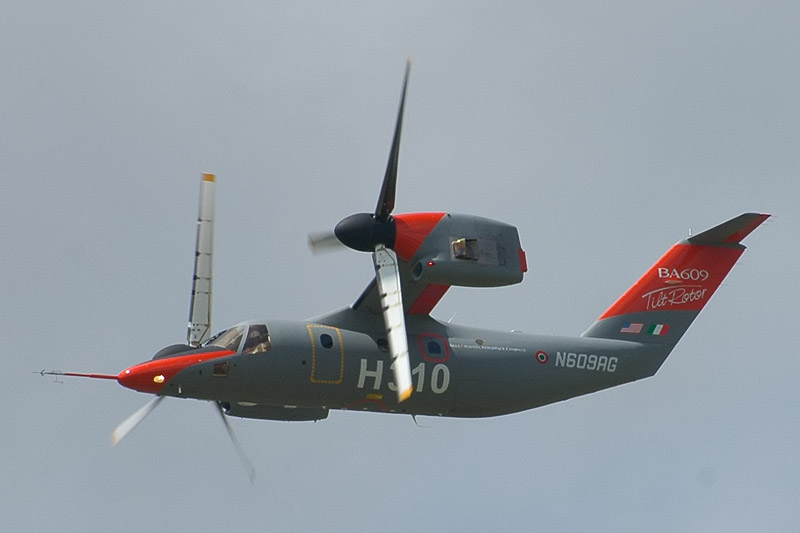
BA609 in vliegtuigstand op de Paris Air Show (2007)

Een tiltrotor is een speciaal type propeller dat een vliegtuig in staat stelt om zowel verticaal als horizontaal te vliegen. Vliegtuigen met een tiltrotor kunnen het verticale liftvermogen van een helikopter combineren met de snelheid en afstand van een turboprop vliegtuig.

## Overzicht
De tiltrotors zitten aan het einde van de vleugels van een vliegtuig. Zoals de naam suggereert kunnen ze in een hoek van 90 graden draaien waardoor ze zowel opwaartse liftkracht als voorwaartse voortstuwing kunnen leveren. Wanneer de propellers omhoog gericht staan, functioneert het vliegtuig waar ze aan zitten als een helikopter. Het vliegtuig kan dan verticaal opstijgen. Als het vliegtuig snelheid maakt, draaien de propellers naar voren. Ze functioneren dan zoals de propellers bij een turbopropvliegtuig.
Een variatie op de tiltrotor is de tiltwing. Deze functioneert hetzelfde, alleen draait bij dit type vliegtuig de hele vleugel 90 graden in plaats van alleen de propeller.

## Ontwikkeling
Onderzoek naar de mogelijkheden van een tiltrotor begon als in de jaren 40 van de 20e eeuw, met de Bell XV-3. Dit experimentele vliegtuig werd uiteindelijk gebouwd in 1953, en was in gebruik tot 1966. In die tijd leverde het vliegtuig veel informatie over het concept van de tiltrotor en de verbeteringen die nog nodig waren aan het ontwerp.
In 1972 ontwikkelde Bell Helicopter Textron met subsidie van NASA en het Amerikaanse leger de XV-15, een tweemotorig tiltrotor-vliegtuig voor onderzoek. Er werden twee modellen gemaakt om de mogelijkheden van de tiltrotor te onderzoeken voor militaire en civiele doeleinden.
In 1981 begon Bell Helicopters met de ontwikkeling van de V-22 Osprey, een tiltrotorvliegtuig voor de U.S. Air Force en de U.S. Marine Corps. Bell werkte ook samen met AgustaWestland aan de commerciële BA609.

## Lijst van tiltrotorvliegtuigen
- V-22 Osprey
- Bell/Agusta BA609
- Bell XV-15
- Bell XV-3
- Bell Eagle Eye
- Curtiss-Wright X-19